# Simon de la Bretèche
Simon De La Bretèche (né le 7 août 1982 et décédé le 12 avril 2022) est un pilote, ingénieur aéronautique et un compétiteur international de voltige aérienne.

## Biographie
Simon passe sa jeunesse à Ancinnes, Sarthe. Il fait ses débuts dans l'aéronautique à 14 ans à l’Aéroclub d’Alençon auquel il restera toujours attaché, il se forme ensuite à la voltige à l’aéroclub régional de Caen avec notamment son instructeur Patrick Gigot.

### Carrière
En 2005, il décroche un diplôme d'ingénieur en aéronautique de l'Institut polytechnique des sciences avancées Il travaille ensuite à Toulouse pour Sogeclair, un sous-traitant d'Airbus.
En mai 2020, il est embauché par la société Aura Aero en tant qu'ingénieur pour travailler sur un avion de voltige baptisé Integral R.

### Mort
Il meurt à 39 ans le 12 avril 2022 dans un accident aérien. Simon de la Bretèche et Baptiste Vignes se trouvent à bord d'un prototype de l'Integral R, avion de voltige de la société Aura Aero. L'avion s'écrase au cours d'un vol d'essai en Ariège,,.
Selon le rapport d'enquête du Bureau enquêtes accidents pour la sécurité de l'aéronautique d'État (BEA–É) publié le 27 mars 2023, un élément de l'aile droite s'est détaché lors d'un virage serré sous un facteur de charge de 7 g, rendant l'avion incontrôlable. La rupture est probablement consécutive à une entrée en flottement symétrique d’ailerons, possiblement déclenchée par la rupture de la palette droite (permettant la compensation aérodynamique des ailerons). Le parachute de cellule a été déclenché, mais trop tard pour permettre son ouverture complète.

## Palmarès

### En équipe de France
| Année | Titre, | Championnat          |
| ----- | ------ | -------------------- |
| 2013  | 1er    | Championnat d'Europe |
| 2012  | 1er    | Championnat du monde |
| 2011  | 1er    | Championnat d'Europe |
| 2010  | 1er    | Championnat du monde |
| 2009  | 1er    | Championnat d'Europe |

### En individuel
| Année | Titre | Championnat           | Catégorie  |
| ----- | ----- | --------------------- | ---------- |
| 2007  | 2e    | Championnat de France | Advanced   |
| 2008  | 1er   | Championnat de France | Advanced   |
| 2009  | 2e    | Championnat de France | Advanced   |
| 2009  | 4e    | Championnat d'Europe  | Advanced   |
| 2010  | 4e    | Championnat d'Europe  | Advanced   |
| 2010  | 2e    | Championnat de France | Advanced   |
| 2011  | 3e    | Championnat d'Europe  | Advanced   |
| 2011  | 4e    | Championnat de France | Excellence |
| 2012  | 1er   | Championnat de France | Excellence |
| 2012  | 2e    | Championnat du Monde  | Advanced   |
| 2013  | 2e    | Championnat de France | Excellence |
| 2013  | 1er   | Championnat d'Europe  | Advanced   |
| 2014  | 3e    | Coupe de France       | Unlimited  |